# ورم ظهاري عضلي
الورم الظهاري العضلي (بالإنجليزية: myoepithelioma)‏ ورم ينشأ من الغدد اللعابية في الرأس والرقبة ويكون في الغالب حميد.
كما في الاسم فإنه يتكون من الخلايا الظهارية العضلية التي توجد في الغدة النكافية وفي الحلق. قد يوجد ورم مشابه في اللسان ويطلق عليه ectomesenchymal chondromyxoid tumor.

## التشخيص
يتم تشخيص الورم الظهاري العضلي عن طريق فحص أنسجة الورم بواسطة أخصائي الباثولوجيا.

## باثولوجيا الورم
قد تكون الخلايا الظهارية العضلية مغزلية الشَّكْل، بلازماوية أو واضحة. يغيب وجود الأنابيب أو الخلايا الظهارية وقد توجد بنسبة صغيرة أقل من 5% كما هي مسمَّاه. الأورام الظهارية العضلية التي تحتوي على نسبة كبيرة من الأنابيب تصنف كأورام غديَّة متعددة الأشكال ( والتي يجب أن تحتوي على اللحمة الغضروفية المخاطية المميِزة للورم الغدي متعدد الأشكال، والتي لا تكون موجودة في الورم الظهاري العضلي ).

## العلاج
الورم الظهاري العضلي الحميد يتم علاجه عن طريق الإستئصال الجراحي البسيط. وتكون فرصة تجدد جدوثه أقل من الورم الغدي متعدد الأشكال.

## صور إضافية

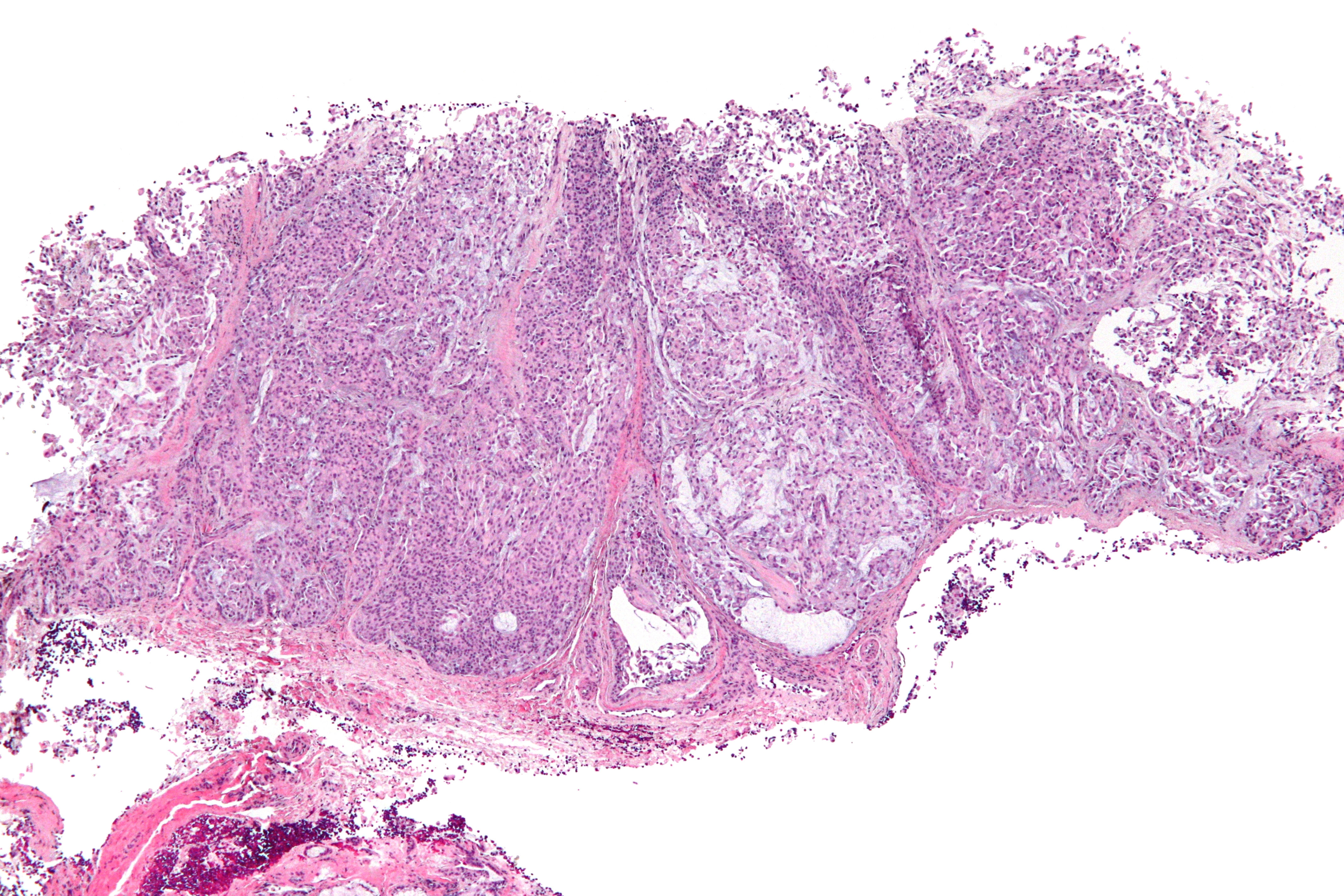
Low mag.
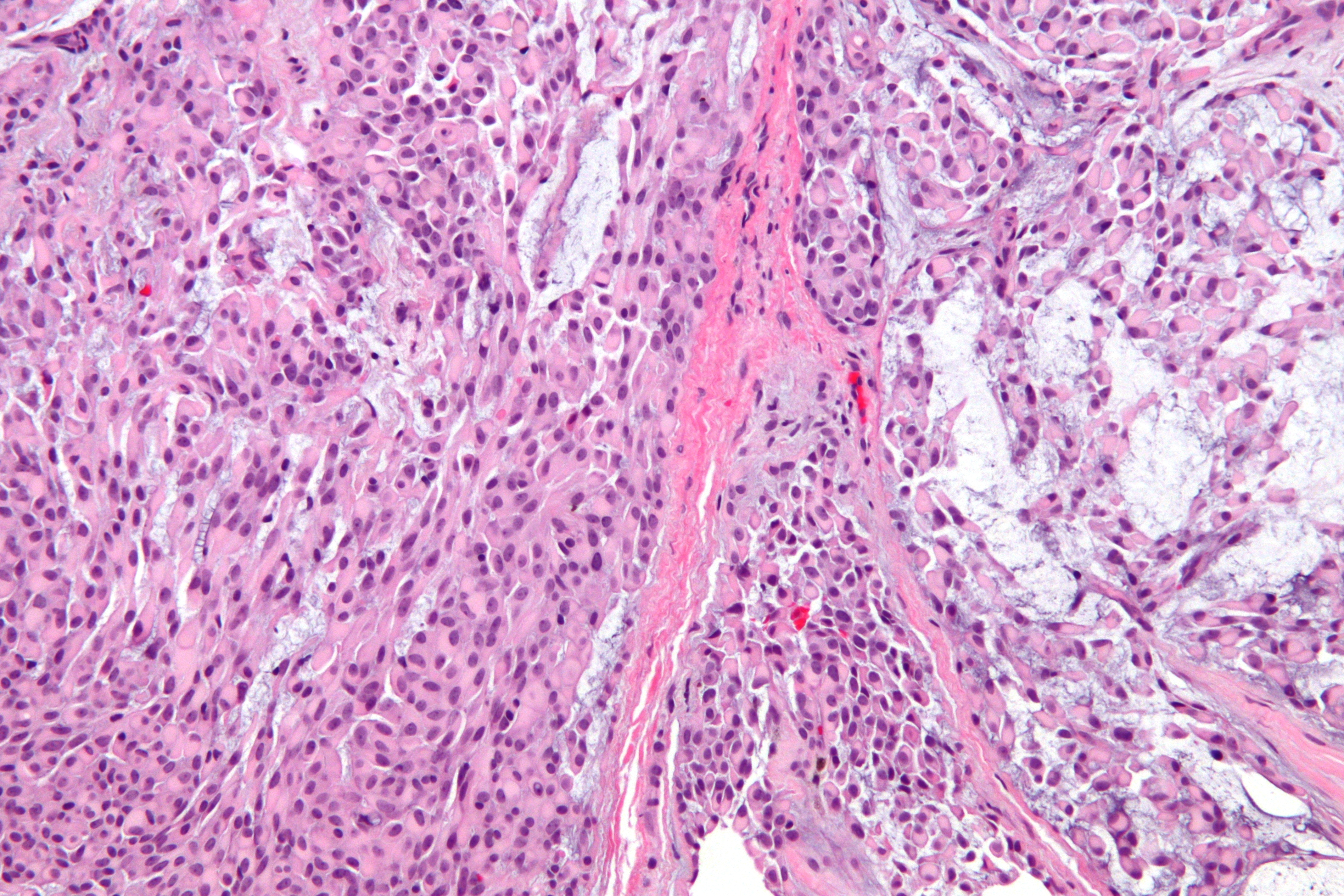
High mag.